# دغشة المسو (الحيمة الخارجية)

تعديل مصدري - تعديل

دغشة المسو هي إحدى قرى عزلة بني سليمان بمديرية الحيمة الخارجية التابعة لمحافظة صنعاء، بلغ تعداد سكانها 165 نسمة حسب تعداد اليمن لعام 2004.